# Непрощенна
«Непрощенна» (англ. The Unforgivable) — драматичний фільм 2021 року режисера Нори Фінґшайдт за сценарієм Пітера Крейґа, Гілларі Сайтц та Кортні Майлз за мотивами британського мінісеріалу «Непрощені» 2009 року за сценарієм Саллі Вейнрайт. У фільмі Сандра Буллок виконала роль жінки, яка намагається відновити своє життя після того, як відбула термін у в'язниці за скоєння насильницького злочину. У фільмі також знялися зірки Д'Онофріо, Бернтал, Віола Девіс, Річард Томас, Лінда Емонд, Ешлінг Франчозі, Роб Морґан.
Американсько-німецьке спільне виробництво фільму продюсують Баллок, Ґрем Кінґ та Вероніка Феррес. Фільмування стрічки розпочалися у Ванкувері в лютому 2020 року і, після зупинки через пандемію COVID-19, завершилися в жовтні. Фільм випущений обмеженим випуском 24 листопада 2021 року, а потім транслювався на «Netflix» 10 грудня 2021 року.

## Синопсис
Рут Слейтер виходить з в'язниці після двадцяти років за вбивство шерифа, який прибув, щоб виселити її та її п'ятирічну сестру після того, як їхній батько покінчив життя самогубством, а їхня мати померла під час пологів. Кеті, яка зараз живе у прийомній родині, ледве пам'ятає, як бачила Рут, і переживає спогади про травму. Рут починає шукати Кеті, в той час як її вихованці заперечують будь-який контакт з її звільненою сестрою, а молодший син шерифа вирішує викрасти та вбити молоду Кеті, помстившись за вбивство його батька. 
Під час розслідування з'ясовується, що саме п'ятирічна Кеті, насправді, здійснила постріл, який убив шерифа, але Рут взяла на себе провину і вирушила до в'язниці, щоб захистити її. Молодший син шерифа викрадає прийомну сестру Кеті Емілі, думаючи, що вона Кеті. Він вимагає, щоб Рут прийшла туди, де вони переховуються. Рут йде, і син заявляє про свій намір вбити дівчину, але коли Рут висловлює смуток і каяття за все, що трапилося, він не може вижити з цим. Рут допомагає Емілі вийти з кімнати, поліційські, що приїхали заарештовують сина. Батьки Емілі і Кеті приходять забрати Емілі, і Рут і Кеті нарешті зустрічаються і обіймають один одного.

## У ролях
- Сандра Буллок — Рут Слейтер
- Вінсент Д'Онофріо — Джон Інґрем
- Віола Девіс — Ліз Інґрем
- Джон Бернтал — Блейк
- Річард Томас[en] — Майкл Малкольм
- Лінда Емонд[en] — Рейчел Малкольм
- Ешлінг Франчозі — Кетрін «Кейті» Малкольм
- Роб Морґан[en] — Вінсент Кросс
- Том Ґайрі[en] — Кіт Вілан
- В. Ерл Бравн[en] — Мак Вілан
- Емма Нельсон — Емілі Малкольм
- Вілл Пуллен — Стів Вілан
- Джессіка Маклеод — Ганна Вілан
- Ендрю Френсіс[en] — Корі

## Виробництво
У серпні 2010 року було оголошено, що Ґрем Кінґ буде фільмувати Непрощений, адаптацію художнього фільму 2009 британського однойменного мінісеріалу, через свою кіностудію «GK Films». Крістофера Маккуоррі найняли для написання сценарію, який розробляли для Анджеліни Джолі, яка мала зіграти головну роль. У листопаді 2011 року Скотта Френка найняли для переробки та режисури Unforgiven, оскільки Маккуоррі був зайнятий режисерством Джека Річера. У червні 2013 року повідомлялося, що Маккуоррі повернувся до фільму як сценарист і режисер, а також виступить продюсером з Кінгом.
У листопаді 2019 року повідомлялося, що Сандра Буллок виконає головну роль у фільмі, який тоді ще не мав назви. Вона також буде працювати продюсером зі своєю компанією «Fortis Films». Вероніка Феррес також буде продюсувати зі своєю компанією Construction Film. Нора Фінґшайдт замінила Маккуоррі на посаді режисера, а Netflix займався розповсюдженням. У грудні 2019 року до акторського складу фільму приєдналися Віола Девіс, Ейслінг Франсіозі та Роб Морган. Д'Онофріо, Бернтал, Річард Томас, Лінда Емонд та Емма Нельсон приєднався до творчої групи у лютому 2020 р
Основні фільмування розпочалися у Ванкувері, Британська Колумбія, Канада, 3 лютого 2020 року, а завершилися 9 квітня. Кінематографіст Ґільєрмо Наварро зняв фільм за допомогою гелієвих камер «Red Digital Cinema» Helium та об'єктивів Arri Ultra Prime, які він раніше використовував у Дулітлі . 13 березня зйомки були припинені через пандемію COVID-19, а дату завершення фільмування перенесли. Виробництво відновили 2 вересня і завершили 15 жовтня Фільм став одним із перших проєктів Netflix, знятих на Canadian Motion Picture Park Studios у Бернабі, після того, як «Netflix» заснував свій виробничий центр Metro Vancouver на студіях у вересні 2020 року
Ганс Циммер та Девід Флемінґ об'єдналися, щоб написати музику до фільму. Видавництво «Maisie Music Publishing» випустило саундтрек.

## Випуск
У серпні 2021 року назва фільму стала «Непрощенний». Він отримав обмежений випуск у кінотеатрах 24 листопада 2021 року до трансляції на «Netflix» 10 грудня

## Прийом глядачів

### Касові збори
The Unforgivable зібрав у Південній Кореї лише $13 062.

### Критична реакція
На агрегаторі рецензій Rotten Tomatoes фільм має рейтинг схвалення 39 % на основі 59 оглядів із середнім рейтингом 5/10. Консенсус критиків вебсайту звучить так: «The Unforgivable» доводить, що Сандра Баллок більш ніж здатна грати проти типу, але її виступ витрачено на вигадану і невблаганно похмуру історію".
На Metacritic фільм отримав оцінку 41 зі 100 на основі 18 критиків, що вказує на «змішані або середні відгуки».